# Блах, Свенн
Нильс Свенн Блах (дат. Niels Svend Blach; 6 декабря 1893, Копенгаген — 10 декабря 1979, Копенгаген) — датский хоккеист на траве, полевой игрок. Серебряный призёр летних Олимпийских игр 1920 года.

## Биография
Свенн Блах родился 6 декабря 1893 года в датском городе Копенгаген.
Играл в хоккей на траве за «Копенгаген».
В 1920 году вошёл в состав сборной Дании по хоккею на траве на летних Олимпийских играх в Антверпене и завоевал серебряную медаль. Играл в поле, провёл 3 матча, забил (по имеющимся данным) 7 мячей (три в ворота сборной Бельгии, четыре — Франции). 
Умер 10 декабря 1979 года в Копенгагене.

## Семья
Происходил из хоккейной семьи, в которой было четыре олимпийца: в 1920 году в Антверпене с ним играл брат Эйвинн Блах (1895—1972), в 1928 году в Амстердаме и в 1936 году в Берлине в Играх участвовал брат Арне Блах (1900—1977), а в 1948 году в Лондоне — племянник, сын Арне Пребен Блах (1920—2007).